# Roedolf Nesterov
Roedolf Sergejevitsj Nesterov (Russisch: Рудольф Сергеевич Нестеров) (1945-2017) was een voormalig basketbalspeler die uitkwam voor het nationale team van de Sovjet-Unie.

## Carrière
Nesterov begon in 1966 bij Spartak Leningrad. In 1967 verhuisde hij naar CSKA Moskou. Met CSKA werd Nesterov één keer landskampioen van de Sovjet-Unie in 1969. Ook won Nesterov met CSKA de finale om de FIBA European Champions Cup van Real Madrid uit Spanje. De finale werd gehouden in de Palau dels Esports de Barcelona in Barcelona, Spanje. CSKA won de finale met 103-99 na twee keer een verlenging. In 1969 ging Nesterov spelen voor SKA Kiev.
Nesterov won met het basketbalteam van de Sovjet-Unie goud op het Wereldkampioenschap in 1967.

## Erelijst
- Landskampioen Sovjet-Unie: 1
  - Winnaar: 1969
  - Derde: 1972
- EuroLeague: 1
  - Winnaar: 1969
- Wereldkampioenschap: 1
  - Goud: 1967